# Marie De Clercq

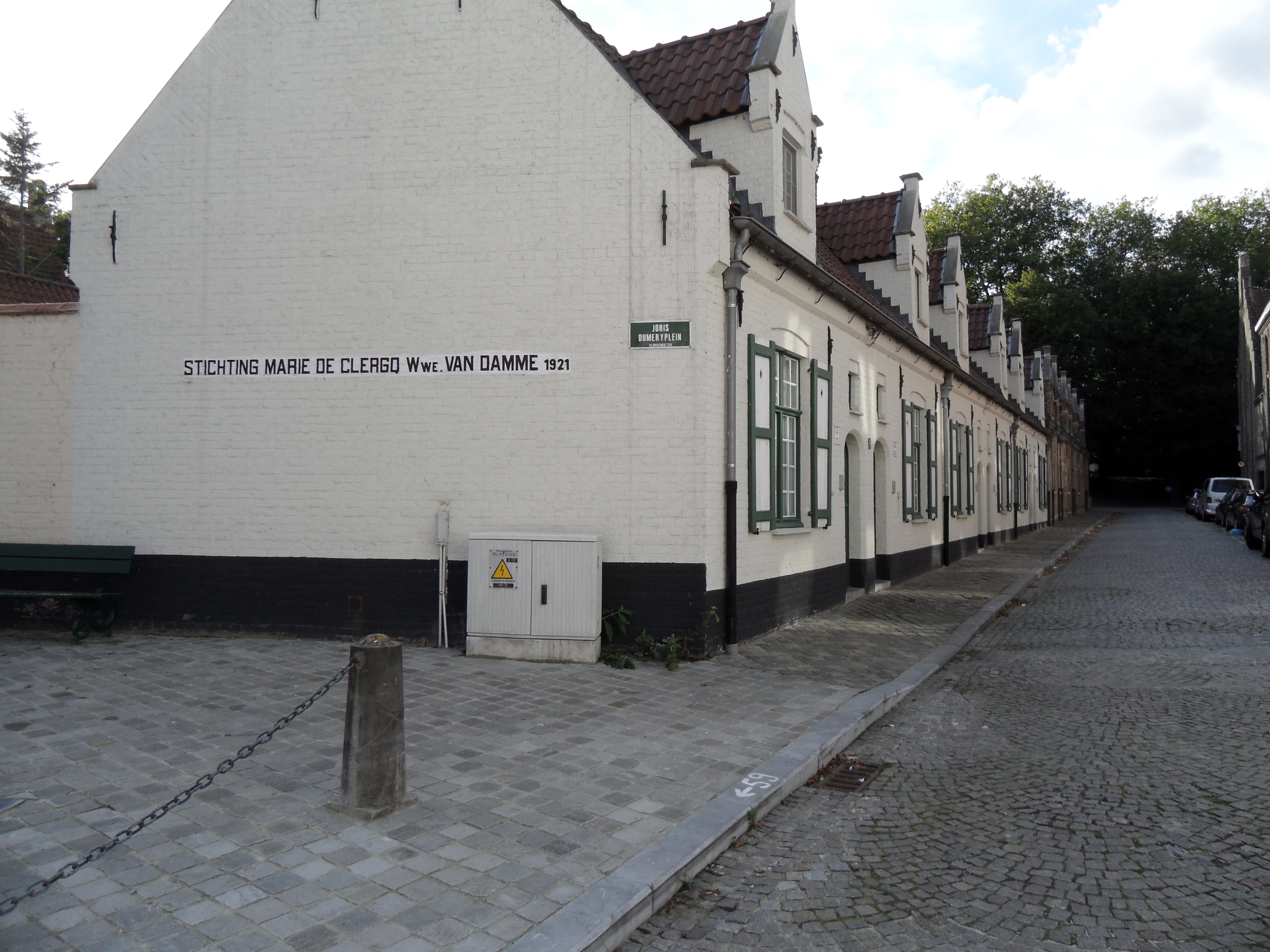
De godshuizen Marie de Clercq

De godshuizen Marie De Clercq bevinden zich in de Van Voldenstraat in Brugge.

## Geschiedenis
In 1921 werd de stichting Marie De Clercq, weduwe Vandamme, opgericht. Hiervoor legateerde ze een passend bedrag aan de Commissie van de Burgerlijke Godshuizen, die in 1924 zes godshuizen bouwde in traditionele godshuisstijl, in de Van Voldenstraat, waar ook al andere godshuizen gebouwd waren.
Deze godshuizen zijn niet beschermd als monument. Ze werden niet vermeld in de inventaris door Luc Devliegher. In 2004 werden ze verbouwd en gemoderniseerd.